# Оспіталь-де-Орбіго
Оспіталь-де-Орбіго (ісп. Hospital de Órbigo) — муніципалітет в Іспанії, у складі автономної спільноти Кастилія-і-Леон, у провінції Леон. Населення — 1031 особа (2010).
Муніципалітет розташований на відстані близько 290 км на північний захід від Мадрида, 30 км на південний захід від Леона.
На території муніципалітету розташовані такі населені пункти: (дані про населення за 2010 рік)
- Оспіталь-де-Орбіго: 821 особа
- Пуенте-де-Орбіго: 210 осіб

## Демографія
Динаміка населення (INE ):

## Галерея зображень

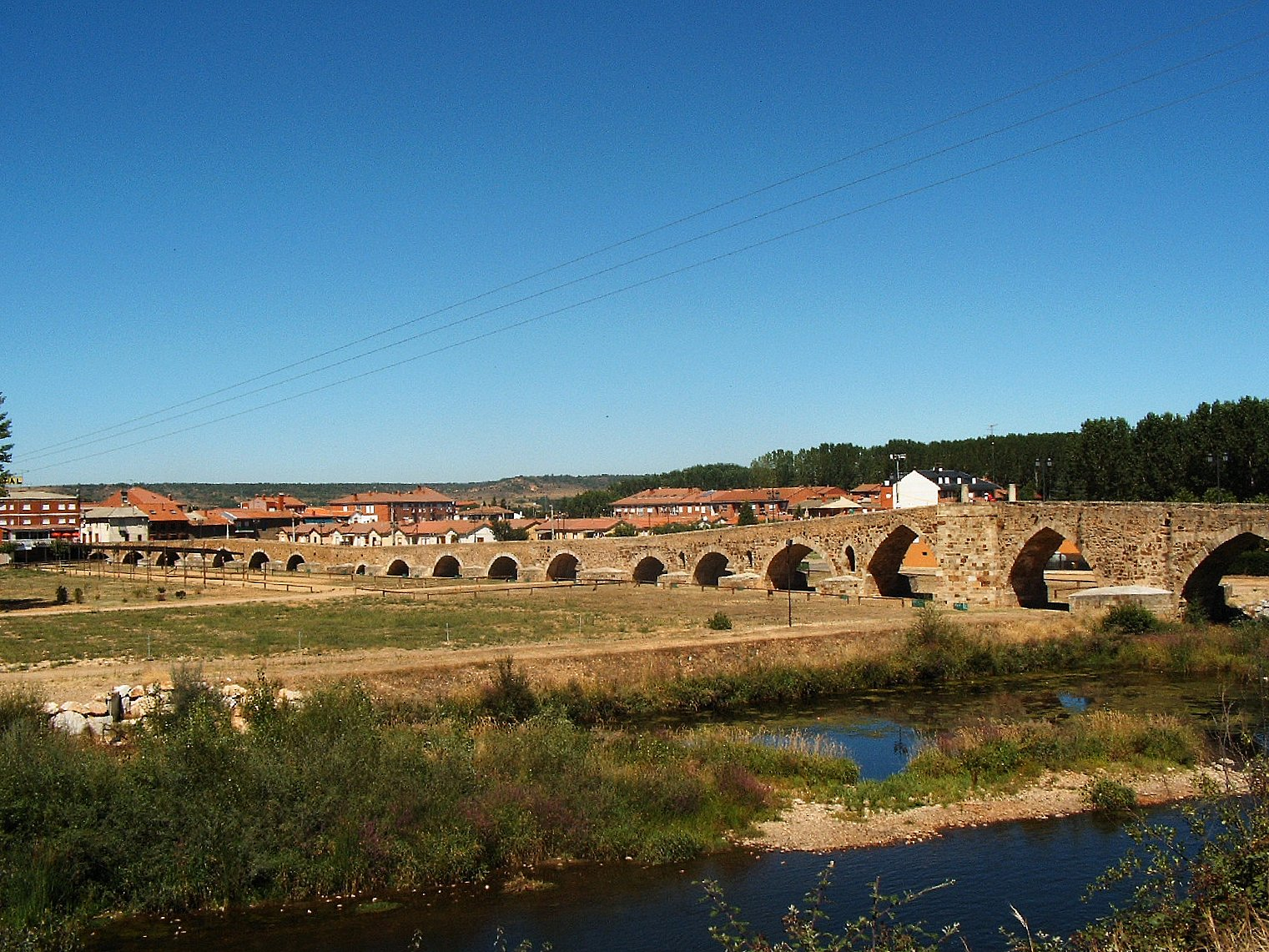
Оспіталь-де-Орбіго